# Université de Wittemberg
L’université de Wittemberg (ou de Wittenberg), ouverte entre 1502 et 1817, est une université allemande qui s’est notamment distinguée au moment de la réforme protestante.

## Histoire

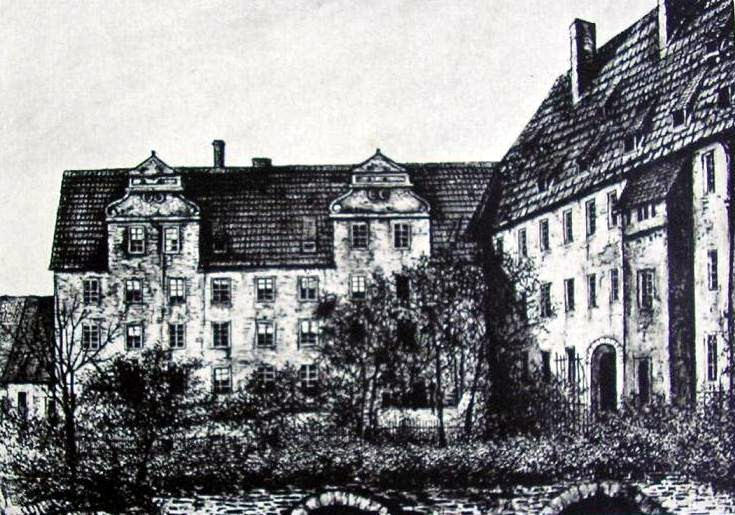
L'université de Wittemberg au XIXe siècle.

L'université de Wittemberg fut inaugurée le 18 octobre 1502, à l’initiative du prince électeur Frédéric III de Saxe (dit le Sage). C'était la première université à voir le jour sur le territoire des duchés saxons après la partition de Leipzig en 1485.
Cette fondation assura la formation de juristes, de théologiens et de médecins nécessaires au développement de la principauté de Saxe. Cinq ans après son ouverture, le prince électeur Frédéric consacra les bâtiments du château de Wittemberg, notamment l’église, à la nouvelle université. 
Le premier recteur de l'université fut Martin Pollich (1455-1513), assisté du théologien Johann von Staupitz. Des personnalités comme Andreas Bodenstein, de Karlstadt, firent cours aux premiers étudiants de l’université. Staupitz fut responsable de la vocation d'un moine augustin alors inconnu, Martin Luther. Quelques années plus tard, l’université fit appel à Nicolaus von Amsdorf, professeur de théologie, et à Philippe Mélanchthon, qui enseigna le grec.
L'organisation et les programmes de l'université s'inspiraient des universités allemandes de l'époque. Mais grâce à l'indépendance que lui avait conférée Frédéric III, l'université put jouir d'un statut spécial et posséder sa propre juridiction. Elle se développa alors pour devenir un des centres de réflexion théologique les plus dynamiques d'Europe. 
Martin Luther y fut reçu docteur en 1512 et y enseigna la théologie. C'est là, sur la porte de l'église, qu'il afficha ses 95 thèses contre les indulgences en 1517. Écrites en latin, ces propositions furent traduites en langue vernaculaire et, grâce à l’imprimerie, se répandirent dans toute l'Europe de l'Ouest dans les bagages des marchands, des colporteurs et des compagnons itinérants. Wittemberg était devenu le centre de la réforme protestante.

### Création d'une nouvelle université
L’université est fermée en 1813 par Napoléon. À l’issue du congrès de Vienne (1817), les duchés saxons sont incorporés à la Prusse, et l’université de Wittemberg fusionne avec celle de Halle (créée en 1694) pour donner la nouvelle université Martin-Luther de Halle-Wittemberg. Depuis 1994, la ville de Wittemberg ne conserve que la fondation à l'Université Leucorea de droit public, avec plusieurs instituts de recherche (Institut de recherche sur l'enseignement supérieur, Institut de la langue et de la culture allemandes, Centre de recherche pour l'histoire de la réforme, Association européenne d'études américaines, Centre Wittemberg pour l'éthique mondiale, etc.) et de formation sur un campus académique agréable, le plus grand campus de l’université se trouvant à Halle. Depuis 1995, la vie universitaire internationale a de nouveau lieu à Wittemberg, et plusieurs nouvelles institutions scientifiques d'importance mondiale ont été créées. C'est aussi un lieu très attrayant pour les congrès scientifiques et les conférences.

## Liste de personnalités
(par ordre chronologique de naissance)

### Théologiens et réformateurs
- Andreas Bodenstein, réformateur protestant, * 1480, † 1541
- Johannes Bugenhagen, exégète, * 1485, † 1558
- Martin Luther, théologien et réformateur, traducteur de la Bible en allemand, * 1483, † 1546
- Bartholomäus Bernhardi, théologien, * 1487, † 1551
- Johann Forster, théologien, * 1495, † 1558
- Johann Habermann, théologien * 1516, † 1590
- Philippe Mélanchthon, helléniste, théologien et réformateur, * 1497, † 1560
- Caspar Cruciger l'Ancien, hébraïste, traducteur de la Bible en allemand avec Martin Luther, * 1504, † 1548
- Johannes Aurifaber, théologien et réformateur, * 1517, † 1568
- Salomon Gesner, théologien, * 1556, † 1605
- Josephus Adjutus, théologien, * 1602, † 1668
- Johann Andreas Quenstedt, théologien, * 1617, † 1688
- Balthasar Bebel, théologien, * 1632, † 1686
- Heinrich Leonhard Heubner, théologien, * 1780, † 1853

### Hommes de science
- Erasmus Reinhold, astronome et mathématicien, né en 1511, † 1553
- Georg Joachim Rheticus, astronome, né en 1514, † 1576
- Johann Hermann, médecin, né en 1527, † 1605
- Johannes Praetorius, astronome, né en 1537, † 1616
- Salomon Alberti, médecin, né en 1540, † 1600
- Lorenz Scholz von Rosenau (ou Laurentius Scholtz), médecin et botaniste, né en 1552, † 1599
- Daniel Sennert, médecin et chimiste, né en 1572, † 1637
- Abraham Vater, médecin et philosophe, né en 1684, † 1751
- Johann Matthias Hase, mathématicien et cartographe, né en 1684, † 1742
- Johann Christian Buxbaum (ou Johannes Christianus), médecin,  botaniste et explorateur, baptisé 1693, † 1730
- Christian August Hausen, mathématicien, physicien et astronome, né en 1693 et mort en 1743
- Georg Rudolf Böhmer, médecin et botaniste, né en 1723, † 1803
- Johann Daniel Titius, (Johann Daniel Tietz), astronome, né en 1729, † 1796
- Ernst Heinrich Weber, médecin, né en 1795 † 1878

### Hommes de lettres
- Andreas Fabricius (1528-1577), théologien allemand et poète néolatin.
- Petrus Albinus, poète et historien, * 1543, † 1598
- Mikołaj Sęp-Szarzyński, poète métaphysique polonais, * 1550, † 1581
- Friedrich Taubmann, philologue, * 1565, † 1613
- August Buchner, recteur, philologue, * 1591, † 1661
- Johann Andreas Bose, philologue, * 1626, † 1694
- Georg Wilhelm Kirchmaier, philosophe, linguiste, * 1673, † 1759
- Georg Matthias Bose, philosophe, né en 1710, † 1761

### Juristes
- Ulrich von Mordeisen, juriste, homme d’État et diplomate, * 1519, † 1572
- Augustin Leyser, juriste, * 1683, † 1752

### Hommes politiques
- Axel Oxenstierna, chancelier suédois, * 1583, † 1654

### Personnages de fiction
- Le docteur Faust dans la Tragédie de Faust, de Christopher Marlowe, est présenté comme un ancien étudiant devenu professeur de théologie.
- Le prince Hamlet, Horatio, Rosencrantz et Guildenstern font leurs études à Wittemberg (Hamlet de William Shakespeare).